# نيشاد في. شافي
نيشاد في. شافي، مناصر مناخي وناشط بيئي مقيم في قطر، وهو المؤسس المشارك لحركة الشباب العربي للمناخ في قطر، وهي حركة تعمل على خلق وعي بالتغير المناخي والسياسات في قطر. يشمل عمل نيشاد تعميم قضايا التغير المناخي، ومناصرة الشباب والعمل الشعبي في قطر. يشغل حاليًا منصب المدير التنفيذي لحركة الشباب العربي للمناخ في قطر، كما أنه زميل غير مقيم في معهد الشرق الأوسط.

## الحياة المهنية

### النشاط المناخي
نشأ نيشاد في قطر حيث تعيش عائلته الآن. شارك في النشاط المناخي خلال برنامج درجة الماجستير في معهد فيلور للتكنولوجيا، إذ اكتسب فهمًا لقضايا التغير المناخي والعلم وراء التغيرات البيئية لأول مرة، كجزء من عمله البحثي. تولى نيشاد بعد تخرجه العمل على تعميم قضايا التغير المناخي عبر مختلف القطاعات وعلى مستويات متعددة، من المحلية في قطر إلى الإقليمية في دول الشرق الأوسط. شارك في تأسيس حركة الشباب العربي للمناخ في قطر، وهي جمعية شعبية غير ربحية ومستقلة يقودها الشباب في دولة قطر. دعمته العديد من المنظمات غير الحكومية والقطاعات الخاصة والحكومات والوكالات متعددة الجنسيات في اتخاذ قرارات قائمة على الأدلة وإحداث تأثير على أرض الواقع.

### حركة الشباب العربي للمناخ في قطر
حركة الشباب العربي للمناخ منظمة غير ربحية ومستقلة يقودها الشباب، وقد شارك نيشاد في تأسيسها عام 2015 لتصبح صوتًا مستقلًا ومستنيرًا في قطر والمنطقة العربية، من خلال إنشاء حملات مناصرة بيئية مبتكرة وشعبية وحملات تعليمية عالية الجودة، ورفع الوعي، ونشر الأبحاث، والإحاطات الإعلامية، وغير ذلك، لدعم تطوير سياسات بيئية سليمة في دولة قطر.
ركزت حركة الشباب العربي للمناخ في قطر، التي تأسست على مستوى القاعدة الشعبية في دولة قطر في عام 2015، على الوعي البيئي وسياسة المناخ، وعلى جذب المزيد من الأشخاص إلى الحركة البيئية لمواجهة التهديد المتزايد باستمرار للأزمة البيئية التي نشهدها. نمت حركة الشباب العربي للمناخ في قطر منذ نشأتها خارج حدود قطر، لتصبح واحدة من أكثر المنظمات البيئية فاعلية وواسعة النطاق في قطر مع الاعتراف العالمي بها.

## الصحافة
يكتب نيشاد كثيرًا في المنتدى الاقتصادي العالمي حول قضايا حركة الشباب ودورها في العمل المناخي في منطقة الشرق الأوسط وشمال إفريقيا والسياسات والآراء البيئية المختلفة الأخرى. يكتب أيضًا في قطر تريبيون ودوحة نيوز عن السياسة المناخية الوطنية للعمل المناخي في قطر.
كتب نيشاد أيضًا مقالًا مهمًا في مجلة كاريو ريفيو المشهورة للشؤون العالمية حول دور الشباب في قيادة العمل المناخي في منطقة الشرق الأوسط وشمال إفريقيا، كما كتب مؤخرًا لمعهد الشرق الأوسط حول مختلف قضايا التغير المناخي والطاقة في منطقة الشرق الأوسط وشمال إفريقيا وأوروبا.